# Gens Pletòria
La gens Pletòria (en llatí Plaetoria gens) va ser una gens romana d'origen plebeu.
No va produir cap persona distingida ni cap dels seus membres va arribar al consolat. A algunes monedes apareix amb el cognomen de Cestià (Cestonianus).
Alguns personatges de la família van ser:
- Gai Pletori, triumvir colonial i ambaixador
- Marc Pletori Cestià, edil curul segurament l'any 69 aC
- Pletori Nepot, senador romà
- Gai Pletori (Caius Pletorius) va servir com a qüestor a Àsia l'any 47 aC sota Domici Calví. Era partidari de Juli Cèsar.[2]